# Goust
Goust is een gehucht in de Franse gemeente Laruns, departement Pyrénées-Atlantiques.

## Geografie
Goust ligt op een 1½ km groot plateau in de zuidelijke vallei van de Gave d'Ossau in de westelijke Pyreneeën, tegenover Eaux-Chaudes. Het ligt op een hoogte van 995 m en is slechts bereikbaar door een smal voetpad over de Pont d'Enfer (Brug van de Hel). De dichtstbijzijnde plaats is Laruns in het dal eronder.
De gemeenschap bestaat uit 10 tot 12 huishoudens en heeft een bevolking die schommelt tussen de 50 en 150. Kerkelijke aangelegenheden als doop, huwelijk en begrafenissen hebben plaats in de kerk van Laruns.

## Economie
Van oudsher leefden de inwoners van veeteelt, wol en zijde, tegenwoordig is toerisme de belangrijkste bron van inkomsten.

## Begrafenissen
Vanwege zijn geïsoleerde ligging heeft het dorp een aparte manier van begraven. De overledene wordt in een doodskist gelegd en in een speciaal daarvoor vervaardigde schacht naar beneden geduwd, om op de begraafplaats van Laruns begraven te worden.